# Annika Schrumpf
Annika Schrumpf (* 19. August 1995 in Mannheim) ist eine deutsche Schauspielerin.

## Werdegang
Schrumpf absolvierte ihre Schauspielausbildung  von 2011 bis 2017 an der New Talent Schauspielschule in Hamburg. In der Fernsehkomödie Charlottes Welt – Geht nicht, gibt’s nicht nach einer Vorlage von Susanne Fröhlich spielte Schrumpf 2014 die Titelrolle der Charlotte. Darauf folgten Fernsehauftritte in Krimi-Formaten wie Kommissarin Heller, eine Rolle in dem zweiteiligen Fernsehfilm Tod eines Mädchens (2015) sowie eine wiederkehrende Nebenrolle als Kommissartochter Nina Ruiz in der Kriminal-Fernsehreihe Neben der Spur.
2016 war Annika Schrumpf an der Seite von Christian Kohlund in den Hamburger Kammerspielen im Theaterstück Die Netzwelt erstmals auf der Bühne in einer Hauptrolle zu sehen.

## Filmografie
- 2012: Die Pfefferkörner – Hortensienschneider (Fernsehserie)
- 2012, 2016, 2022: Notruf Hafenkante (Fernsehserie, 3 Folgen)
- 2013: Großstadtrevier – Unter Mädchen (Fernsehserie)
- 2014: SOKO Wismar – Ausgebremst (Fernsehserie)
- 2014: Morden im Norden – Blumenopfer (Fernsehserie)
- 2014: Rosamunde Pilcher – Vertrauen ist gut, verlieben ist besser (Fernsehfilm)
- 2014: Charlottes Welt – Geht nicht, gibt’s nicht (Fernsehfilm)
- 2014: Das satanische Dickicht – EINS (Kurzfilm)
- 2015: Der Lehrer – Ich glaub’, Du bist hier das Problemkind (Fernsehserie)
- 2015: Neben der Spur – Todeswunsch (Fernsehreihe)
- 2015: Männer! Alles auf Anfang (Fernsehserie, 6 Folgen)
- 2015: SOKO Köln – Scham (Fernsehserie)
- 2015: Kommissarin Heller – Querschläger (Fernsehreihe)
- 2015: Tod eines Mädchens (Fernsehfilm, 2 Teile)
- 2015: Rote Rosen (Fernsehserie, 5 Folgen)
- 2015: Katie Fforde – Mein Wunschkind (Fernsehfilm)
- 2016: Die Bergretter – Achillesferse (Fernsehserie)
- 2017: Bettys Diagnose – Erkenntnisse (Fernsehserie)
- 2017: Tatverdacht: Team Frankfurt ermittelt – Verfolgt (Fernsehserie)
- 2017: Tatort – Nachtsicht (Fernsehreihe)
- 2017: Die Chefin – Schwarze Schafe (Fernsehserie)
- 2017: Wilsberg – Straße der Tränen (Fernsehserie)
- 2017: Familie Dr. Kleist – Große Kinder, große Probleme (Fernsehserie)
- 2018: Das Traumschiff – Los Angeles (Fernsehserie)
- 2018: In aller Freundschaft – Die jungen Ärzte – Umlaufbahnen (Fernsehserie)
- 2018: Professor T. – Maskenmord (Fernsehserie)
- 2018: SOKO Hamburg – Hansa Harmonia (Fernsehserie)
- 2018: In aller Freundschaft – Lebenslügen (Fernsehserie)
- 2018: Solo für Weiss – Es ist nicht vorbei (Fernsehserie)
- 2019: Hotel Heidelberg: Wir sind die Neuen (Fernsehserie)
- 2019: Alarm für Cobra 11 – Die Autobahnpolizei – Zoe (Fernsehserie)
- 2019: Kreuzfahrt ins Glück – Hochzeitsreise in die Normandie (Fernsehreihe)
- 2021: In aller Freundschaft – Die Krankenschwestern – Zurück ins Leben (Fernsehserie)
- 2021: Großstadtrevier – Die Kunst zu kämpfen (Fernsehserie)
- 2022: Der Staatsanwalt – Rosen und Diamanten (Fernsehserie)
- 2023: Hotel Mondial – Neben der Spur (Fernsehserie)

## Theater
- 2015–2016: Hamburger Kammerspiele – Die Netzwelt (Hauptrolle)
- 2017–2018: Hamburger Kammerspiele – Die Netzwelt Deutschlandtournee (Hauptrolle)